# オーシャン・ブルー (稲垣潤一の曲)
「オーシャン・ブルー」は、稲垣潤一の楽曲。自身の7作目のシングルとして、EXPRESSからシングル・レコードで1984年4月28日に発売された。

## 解説
4枚目のオリジナル・アルバム『Personally』の先行シングル。

## 収録曲
- SIDE A

1. オーシャン・ブルー
  - 作詞・作曲：松任谷由実、編曲：松任谷正隆

- SIDE B

1. あの頃のまま
  - 作詞：・作曲：呉田軽穂、編曲：山田秀俊

## カバー
「オーシャン・ブルー」は、楽曲提供者である松任谷由実によってセルフカバーされており、「Yuming Compositions: FACES」に収録された。